# クリシュナ (練習艦)
クリシュナ (INS Krishna F46) は、インド海軍の練習艦である。艦の番号には、フリゲートを表すFが付されているが、インド海軍就役当初より練習艦として運用されている。
イギリス海軍のリアンダー級フリゲートアンドロメダ(HMS Andromeda F57)の後身で、1995年4月にイギリスより購入し、1995年8月22日インド海軍へ就役した。売却価格は6万5千ポンドで、当時の日本円で約975万円だった。
インド海軍への再就役に際し、イギリスのダヴェンポートで改装が行われ、イギリス海軍時代の兵装は全て撤去された。兵装は練習艦任務のため、最小限に留まっている。ティール同様、第一練習艦隊に配属され、コチを母港としている。
クリシュナは、2012年5月24日付で退役した。

## 要目
- 満載排水量　2,960トン
- 速力　28ノット
- 航続距離　15ノットで4,000浬
- 兵装　ボフォース40mm単装機関砲2基、エリコン20mm単装機関砲2基
- レーダー　マルコーニ968型対空・対水上レーダー1基、ケヴィン・ヒューズ1006型航海レーダー1基
- 乗員　260名(士官19名含む)